# Комптон, Томас (рыцарь)
Сэр Томас Комптон (англ. Sir Thomas Compton; умер в апреле 1626) — английский аристократ, младший сын Генри Комптона, 1-го барона Комптона (по разным данным, от его первой жены Фрэнсис Гастингс или от второй жены Энн Спенсер). Рыцарь Бани, с 25 июня 1603 года рыцарь-бакалавр. После октября 1606 года женился на Мэри Бомонт, вдове сэра Джорджа Вильерса. Один из пасынков сэра Томаса, Джордж Вильерс, стал фаворитом короля Якова I, благодаря чему леди Мэри в 1618 году получила титул графини Бекингем в своём праве (suo jure).
В британском мини-сериале 2024 года «Мэри и Джордж» Томаса Комптона сыграл Шон Гилдер.